# هاورث (دهانه)
هاورث یک دهانه برخوردی در ماه‌ است.